# Hypsiboas heilprini
Espèce
Synonymes
- Hyla heilprini Noble, 1923

Statut de conservation UICN

 VU B2ab(i,ii,iii) : Vulnérable
Hypsiboas heilprini est une espèce d'amphibiens de la famille des Hylidae.

## Répartition
Cette espèce est endémique d'Hispaniola. Elle se rencontre dans des populations fragmentées du niveau de la mer jusqu'à 1 856 m d'altitude, en République dominicaine et à Haïti,.

## Étymologie
Elle est nommée en l'honneur d'Angelo Heilprin.

## Publication originale
- Noble, 1923 : Six new batrachians from the Dominican Republic. American Museum Novitates, no 61, p. 1-6 (texte intégral).